# Сусану, Вьорика
Вьорика Сусану (рум. Viorica Susanu; 29 октября 1975, Галац) — румынская гребчиха, четырехкратная олимпийская чемпионка, пятикратная чемпионка мира, многократная чемпионка Европы.

## Биография
Окончила спортивный факультет Университета Бачу. На многих соревнованиях выступала вместе с Джорджетой Андрунаке. 27 августа 2008 года была награждена орденом «Звезды Румынии».